# Lučka Rakovec

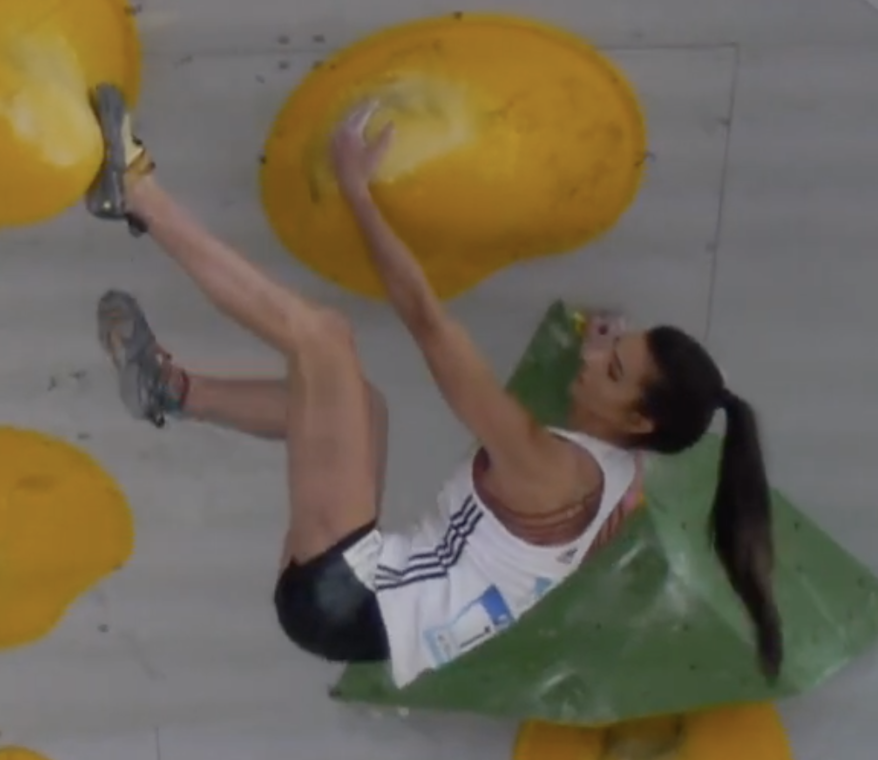
Puchar Świata 2019 (Monachium). Lučka Rakovec na ścianie wspinaczkowej w boulderingu

Lučka Rakovec (ur. 6 maja 2001 w Lublanie) – słoweńska wspinaczka sportowa, mistrzyni Europy w prowadzeniu z 2019 roku.

## Kariera
W 2019 na mistrzostwach Europy we wspinaczce sportowej w szkockim Edynburgu zdobyła złoty medal w konkurencji prowadzenia.
W 2019 roku w Tuluzie na światowych kwalifikacjach do igrzysk olimpijskich zajęła wysokie czwarte miejsce, które jednak nie zapewniło jej kwalifikacji na IO 2020 w Tokio ponieważ została wyprzedzona przez koleżankę z reprezentacji. Mia Krampl, która była trzecia w finale ale jednocześnie była drugą Słowenką (po Janji Garnbret), która uzyskał kwalifikacje (z jednego państwa na IO 2020 tylko mogły awansować tylko 2 zawodniczki).

## Osiągnięcia

### Mistrzostwa świata
| Konkurencje       | 2019 |
| Bouldering        | 12   |
| Prowadzenie       | 9    |
| Wsp. na czas      | 47   |
| Wspinaczka łączna | 17   |

### Mistrzostwa Europy
| Konkurencje | 2019 |
| Prowadzenie | 1    |